# Liopropoma lunulatum
Liopropoma lunulatum är en fiskart som först beskrevs av Guichenot, 1863.  Liopropoma lunulatum ingår i släktet Liopropoma och familjen havsabborrfiskar. Inga underarter finns listade i Catalogue of Life.